# Kvark s
Kvark s (tudi čudni kvark) (oznaka {\displaystyle s\,}) je eden izmed osnovnih delcev, ki pripada družini kvarkov (drugi generaciji). Ima električni naboj enak -1/3 in maso okoli 101 MeV/c2. Prištevamo ga med fermione s spinom 1/2. Njegov antidelec je antikvark s (ima naboj +1/3). Podobno kot drugi kvarki, nosi enega izmed treh barvnih nabojev. 
Primeri hadronov s kvarkom s so 
- kaoni (K mezoni)
- čudni mezoni Ds
- čudni barioni Σ

## Zgodovina
Prvi delec s čudnim kvarkom je bil odkrit leta 1947. To je bil kaon.
Obstoj čudnih delcev (vsebujejo kvark s) sta predvidevala že ameriška fizika Murray Gell-Mann (rojen 1929) in George Zweig (rojen 1937) v zvezi z razporejanjem delcev po teoriji osemkratne poti. V letu 1968 so dobili prve potrditve o obstoju kvarkov s v Centru linearnega pospeševalnika v Stanfordu.